# آيل مونتي (تشيلي)
آيل مونتي (تشيلي) (بالإسبانية: El Monte, Chile) هي بلدية تقع في تشيلي في محافظة تالاجانت. يقدر عدد سكانها بـ 26,459 نسمة ومساحتها 118.1 كم2 وترتفع عن سطح البحر 239 متر.